# Фрелих, Олег Николаевич
Олег Николаевич Фре́лих (1887—1953) — русский и советский актёр театра и кино, режиссёр. Заслуженный артист РСФСР (1947).

## Биография
Родился 12 (24) марта 1887 года в Москве в семье Николая Николаевича Фрелиха (?—1905); мать, Ольга Васильевна — оперная артистка. Отец окончил юридический факультет Санкт-Петербургского университета, был присяжным поверенным. Дед — нижегородский архитектор Н. А. Фрелих. Брат — Всеволод Николаевич Фрелих.
Окончил юридический факультет Московского университета, а в 1911 году — драматическое отделение Московского филармонического общества. Был женат с 1910 года — В. Н. Фрелих.
До и после революции работал актёром театра и кино.
Будучи признанным виновным в непредумышленном убийстве артистки Визаровой, случившегося 14 марта 1918 года, 14 марта 1919 года был приговорён к 1 году условного тюремного заключения.
С середины 1920-х годов начал самостоятельно снимать — в основном, для национальных студий: «Белгоскино», «Чувашкино», «Узбекгоскино», «Востоккино». В 1935 году Фрелих стал артистом Театра Красной Армии, а в 1939 году пришёл в Театр имени Ленинского комсомола. На сцене Ленкома выступал с 1939 по 1941 год, а затем с 1943 по 1951 годы. Всего Олег Николаевич сыграл в более чем 50 фильмах, в основном это было немое кино. Его амплуа — ловкие авантюристы, молодые и элегантные персонажи.
Умер 6 сентября 1953 года.
Андрей Файт, матерью которого была сестра отца, Анна Николаевна, был двоюродным братом, с которым Олег Фрелих некоторое время много сотрудничал, о чём рассказывается в книге Файта «Раб волшебной лампы».

## Работы

### Актёр
- 1914 — Сорванная роза (фильм не сохранился)
- 1915 — День трёх королей (фильм не сохранился)
- 1915 — Счастье вечной ночи — Георгий, брат Вадима
- 1915 — Я — Царь, я — Раб, я — Червь, я — Бог — Сергей Уткин, художник (фильм не сохранился)
- 1916 — Была без радости любовь — Гордон, миллионер (фильм не сохранился)
- 1916 — Дочь Анны Карениной
- 1916 — Двойник
- 1916 — Это было весной (фильм не сохранился)
- 1917 — Аня Краева — Джакомо, профессор пения (фильм не сохранился)
- 1917 — Голубая кровь — Кашин, миллионер
- 1917 — Будем, как солнце — режиссёр-новатор
- 1917 — Дети сатаны (фильм не сохранился)
- 1917 — Жена прокурора — писатель Вязов (фильм не сохранился)
- 1917 — Распятая любовь — Людвиг Гранович, скульптор (фильм не сохранился)
- 1918 — Глиняный бог — Виго Грэг (фильм не сохранился)
- 1918 — Заповедь греха (фильм не сохранился)
- 1918 — Лихая старина — Зорин, любовник жены (фильм не сохранился)
- 1918 — Лучезарная девушка (фильм не сохранился)
- 1918 — Покупатели души и тела
- 1918 — Попрыгунья (фильм не сохранился)
- 1918 — Последние приключения Арсена Люпена
- 1918 — Ненужная победа (фильм не сохранился)
- 1919 — За красное знамя — сын Меркулова
- 1919 — Перстень зла — Виктор Калугин, молодой адвокат (фильм не сохранился)
- 1920 — Анджело — Анджело (фильм не сохранился)
- 1923 — Призрак бродит по Европе — император
- 1923 — Дипломатическая тайна — Али-Хан, секретарь совета министров
- 1923 — Не пойман — не вор — Каскарилья, кандидат в президенты
- 1923 — Последняя ставка мистера Энниока — Гнорр, инженер из рабочих (фильм не сохранился)
- 1923 — Хмель — Георгий Загарин (фильм не сохранился)
- 1923 — Хозяин чёрных скал — Морнэ, послушник (фильм не сохранился)
- 1924 — Камергер Его Величества — Василий Рощин, садовник (фильм не сохранился)
- 1924 — Конец рода Лунич — Фриц, сторож парка
- 1924 — Простые сердца — Филипп
- 1924 — Слесарь и Канцлер — Лео фон Турау, сын канцлера
- 1925 — Минарет смерти — Садых, джигит
- 1925 — Степан Халтурин — Плеханов
- 1926 — Два дыма — Бородин (фильм не сохранился)
- 1926 — Проститутка — прохожий
- 1930 — Кавказский пленник (фильм не сохранился)
- 1949 — Падение Берлина — Франклин Д. Рузвельт
- 1950 — Жуковский — Александр Григорьевич Столетов, профессор Московского университета

### Режиссёр
- 1924 — Конец рода Лунич
- 1926 — Два дыма (фильм не сохранился)
- 1926 — Проститутка
- 1927 — Сар-Пигэ (фильм не сохранился)
- 1928 — Крытый фургон
- 1928 — Прокажённая (короткометражный)
- 1929 — Зелимхан
- 1930 — Дочь святого
- 1931 — Ткварчелли (фильм не сохранился)

### Некоторые театральные роли
- Юность отцов (постановка Иван Берсенев, Владимир Соловьёв) (Николай Сергеевич Логинов, отец Наташи)
- Живой труп (постановка Серафима Бирман) (Абрезков)
- Парень из нашего города (постановка Константин Симонов, Иван Берсенев) (Алексей Петрович Васнецов, нач. Танковой школы)
- Под каштанами Праги (постановка Серафима Бирман) (Джокич, черногорец)

## Награды и премии
- Орден «Знак Почёта» (15 февраля 1948 года) — за большие заслуги в деле развития советского театра, в связи с двадцатилетием со дня основания Московского театра имени Ленинского Комсомола[6].
- Заслуженный артист РСФСР (1947).